# Cuajada
La cuajada (kwa'xaða, dallo spagnolo cuajar „coagulare“), in italiano "cagliata", è un alimento derivato dal latte di pecora ed ha una consistenza simile a quella dello yogurt o della panna cotta. È un prodotto tipico della Spagna settentrionale e in particolare dei Paesi Baschi, dove, in basco, è chiamato mamia.
Usualmente è servito come dessert e accompagnato con miele o zucchero.